# شاپرک جغدی نارنجی
شاپرک جغدی نارنجی (نام علمی: Acronicta iria) نام یک گونه از تیره شاپرکان جغدی است.